# Kožni vbodni test
Kožni vbodni test je diagnostični preskus za ugotavljanje takojšnje preobčutljivosti, pri katerem antigen z lanceto vnesejo v kožo. Je najstarejša metoda testiranja alergij na določene substance. Najpogosteje se izvaja na koži podlahti. Na testirani predel kože, ki mora biti suh in zdrav, preiskovalec nariše mesta vbodov. Nanese kapljico alergena in jo z lanceto prebode, tako da alergen prenese v notranjost povrhnjice. Preiskovanec naredi test z več alergeni, za katere oceni, da bi lahko pri bolniku povzročali preobčutljivost. Po nanosu alergenov je treba počakati 15 minut, da se pokaže morebitna reakcija kože. V primeru preobčutljivost nastane na mestu vnosa alergena papula s srbenjem, podobna piku komarja.